# Lurtotecan
Lurtotecan là một chất tương tự bán tổng hợp của camptothecin với hoạt tính chống ung thư. Liposomal lurtotecan đã được thử nghiệm lâm sàng như là một phương pháp điều trị ung thư buồng trứng kháng topotecan, nhưng đã bị ngưng lại.

## Tổng hợp

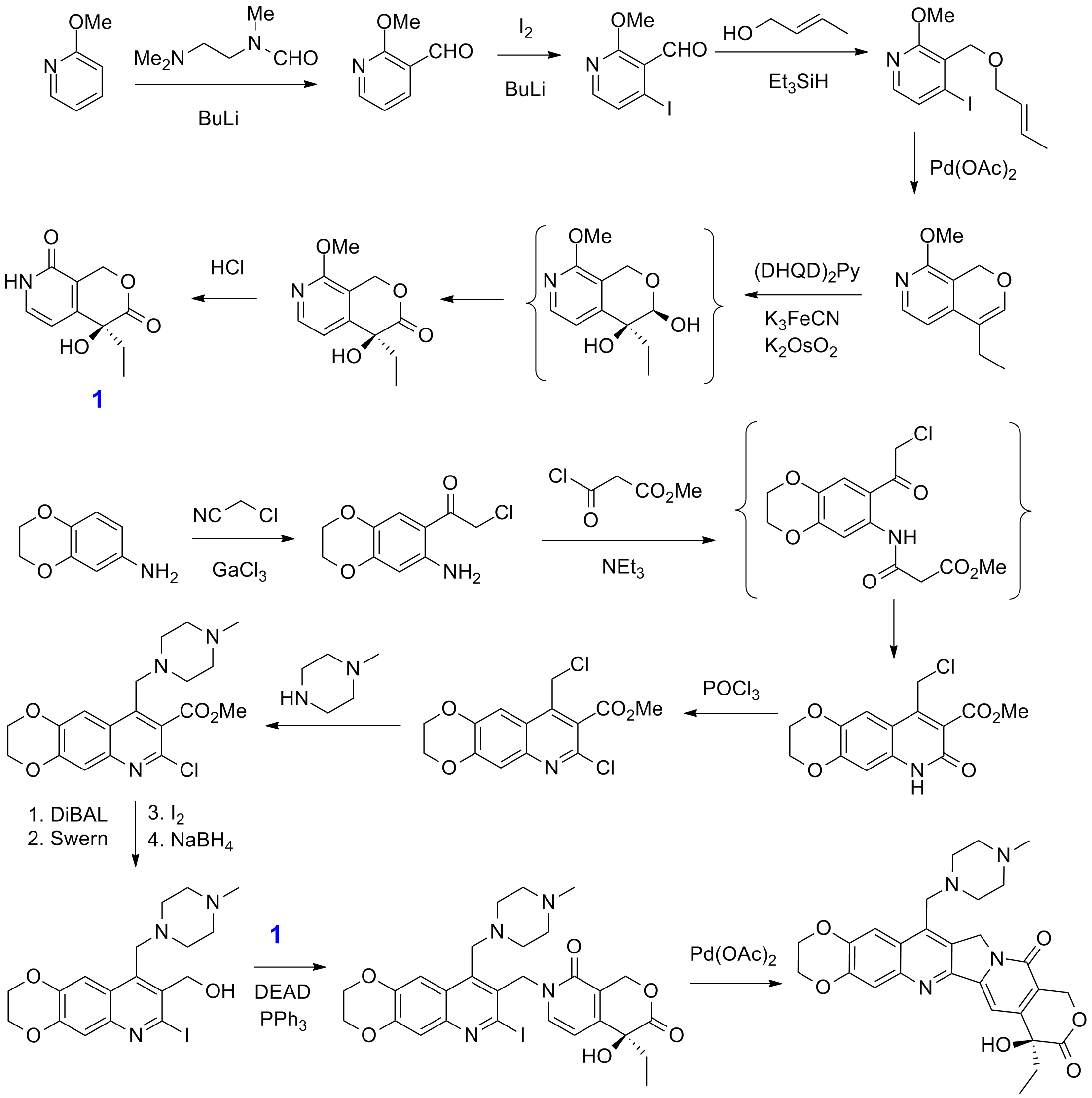
Tổng hợp Lurtotecan

- Phản ứng Heck
- Phản ứng Mitsunobu
- Kali osmate
- Dihydroxylation không đối xứng
- Oxy hóa swern